# 힐베르트 공리계
힐베르트 공리계(Hilbert's axioms)는 다비트 힐베르트가 1899년에 발표한 공리계로, 유클리드 기하학을 엄밀하게 공리화했다.
처음에 발표할 때에는 21개의 공리로 구성되어 있었지만, 로버트 리 무어가 그중 하나를 다른 공리로부터 증명하여, 그 공리는 삭제되어 20개로 구성되어 있다.

## 공리계
I. 결합공리군
- I.1: 임의의 두 점에 대해, 두 점을 잇는 직선이 존재한다.
- I.2: 임의의 두 점에 대해, 두 점을 동시에 지나는 직선은 두 개 이상 존재할 수 없다. 예를 들어 I.1에서 두 점을 잇는 직선은 유일하다.
- I.3: 두 점 이상을 포함하는 임의의 직선에 대해, 그 직선 위에 있지 않은 점이 하나 이상 존재한다.
- I.4: 어떤 세 점이 한 직선 위에 있지 않을 때 그 점을 모두 포함하는 평면이 존재한다. 모든 평면은 적어도 한 개 이상의 점을 포함한다.
- I.5: 어떤 세 점이 한 직선 위에 있지 않을 때 그 점을 모두 포함하는 평면은 단 하나만 존재한다.
- I.6: 어떤 직선 m 위에 있는 두 점이 평면 α 위에 있다면, α는 m 위의 모든 점을 포함한다.
- I.7: 어떤 두 평면 α와 β가 점 A를 같이 포함한다면, 두 평면이 같이 포함하는 점이 하나 이상 존재한다.
- I.8: 한 평면에 포함되지 않는 네 개 이상의 점이 항상 존재한다.

II. 순서공리군
- II.1: 점 A와 C의 사이에 점 B가 있다면 점 B는 점 C와 A 사이에 존재하고, 점 A, B, C를 지나는 직선이 존재한다.
- II.2: 점 A와 C가 있을 때 직선 AC 위에 점 B가 존재하여 점 A와 B 사이에 C가 있다.
- II.3: 한 직선 위에 있는 세 점에 대해, 그중 단 하나의 점만이 다른 두 점 사이에 있다.
- II.4: Pasch 공리: 한 직선 위에 있지 않는 세 점 A, B, C가 있고 평면 ABC 위에 직선 m이 있고 그 직선이 A, B, C 중 어느 하나도 포함하지 않을 때, m이 선분 AB 위의 한 점을 포함한다면 선분 AC, 선분 BC 중 하나의 선분에서도 한 점을 포함한다.

III. 합동공리군
- III.1: 두 점 A, B가 있고 직선 m 위에 점 A'가 있을 때 두 점 C와 D가 존재하여 A'가 C와 D 사이에 있고, AB ≅ A'C, AB ≅ A'D를 만족한다.
- III.2: CD ≅ AB, EF ≅ AB라면 CD ≅ EF이다.
- III.3: 직선 m이 선분 AB와 BC를 포함하고 그 두 선분에 공통적으로 포함되는 점이 B 하나이고, 또한 직선 m이나 m'이 선분 A'B'와 B'C'를 포함하고 그 두 선분에 공통적으로 포함되는 점이 B' 하나일 때, AB ≅ A'B', BC ≅ B'C'라면 AC ≅ A'C'이다.
- III.4: 각 ABC와 반직선 B'C'가 있을 때, 단 두 개의 반직선 B'D와 B'E가 존재하여 ∠DB'C' ≅ ∠ABC와 ∠EB'C' ≅ ∠ABC를 만족한다.
  - 따름정리: 모든 각은 자기 자신과 합동이다.
- III.5: 두 삼각형 ΔABC와 A'B'C'가 AB ≅ A'B', AC ≅ A'C', ∠BAC ≅ ∠B'A'C'를 만족한다면 ΔABC ≅ ΔA'B'C'이다.

IV. 평행공리군
- IV.1: 플레이페어의 공리. 직선 m과 그 직선 위에 있지 않은 점 A가 있고 m과 A를 포함하는 평면이 있을 때, 그 평면에는 점 A를 포함하고 직선 m 위의 어떤 점도 포함하지 않는 직선이 많아야 하나 존재한다.

V. 연속공리군
- V.1: 아르키데메스의 공리. 반직선 AB와 선분 CD가 있을 때 AB 위에 n개의 점 A1, A2, ..., An이 존재하여 AjAj+1 ≅ CD, 1≤j<n을 만족하고 B는 A1과 An 사이에 있다.
- V.2: 점들을 모아서 직선을 만든다면 공리 I, II, III.1-2, V.1 중 하나 이상을 위반하게 된다.

## 같이 보기
- 유클리드 공간